# Gródek (Tomaszów Lubelski)
Pour les articles homonymes, voir Gródek.
Gródek (prononciation [ˈɡrudɛk]) est un village de la gmina de Jarczów, du powiat de Tomaszów Lubelski, dans la voïvodie de Lublin, situé dans l'est de la Pologne.
Il se situe à environ 8 kilomètres au nord de Jarczów (siège de la gmina), 16 kilomètres à l'est de Tomaszów Lubelski (siège du powiat) et 114 kilomètres au sud-est de Lublin (capitale de la voïvodie).

## Administration
De 1975 à 1998, le village est attaché administrativement à l'ancienne voïvodie de Zamość.

Depuis 1999, il fait partie de la nouvelle voïvodie de Lublin.